# Seznam ulic v Luciji
Seznam lucijskih ulic in cest je abecedni seznam cest, ulic in trgov v Luciji, z nekaterimi povezavami na članke, po katerih so dobili ime.

## B
```
Bazoviška ulica
+
  (
Bazovica
) - 
zemljevid
 
2
 (Via Basovizza)
```

## C
- Cesta solinarjev+  (soline) - zemljevid 2 (Strada dei Salinari)

## Č
- Čokova ulica+  (Miroslav Čok) - zemljevid 2 (Via Miroslav Čok)

## F
- Fazan+   - zemljevid 2
- Fazanska ulica+  (Fazan (potok)) - zemljevid 2 (Via Fasano)

## G
- Garibaldijeva ulica+  (Giuseppe Garibaldi) - zemljevid 2 (Via Giuseppe Garibaldi)

## K
- Kajuhova ulica+  (Karel Destovnik Kajuh) - zemljevid 2 (Via Karel Destovnik-Kajuh)
- Kampolin+   - zemljevid 2
- Kampolinska cesta+   - zemljevid 2 (Strada di Campolino)
- Kogojeva ulica+  (Marij Kogoj) - zemljevid 2 (Via Marij Kogoj)
- Kosmačeva ulica+  (Ciril Kosmač) - zemljevid 2 (Via Ciril Kosmač)
- Kosovelova ulica+  (Srečko Kosovel) - zemljevid 2 (Via Srečko Kosovel)
- Kozinova ulica+  (Marjan Kozina) - zemljevid 2 (Via Marjan Kozina)

## L
- Liminjan+   - zemljevid 2
- Liminjanska cesta+   - zemljevid 2 (Strada di Limignano)
- Lucan+   - zemljevid 2
- Lucanska cesta+   - zemljevid 2 (Strada di Luzzano)

## O
- Obala+   - zemljevid 2 (Lungomare)

## P
- park Sonce+   - zemljevid 2
- Podvozna cesta+   - zemljevid 2 (Strada di Sottopasaggio)
- Pot k izviru+   - zemljevid 2 (Via della Sorgente)

## S
- Semova ulica+  (Antonio Sema) - zemljevid 2 (Via Antonio Sema)
- Senčna pot+   - zemljevid 2 (Via Ombrata)

## Š
- Šolska ulica+  (Osnovna šola) - zemljevid 2 (Via delle Scuole)

## U
- Ukmarjeva ulica+  (Anton Ukmar (partizan)) - zemljevid 2 (Via Anton Ukmar)
- Ulica borcev NOB+  (NOB) - zemljevid 2 (Via Combattimenti LPL)
- Ulica Božidarja Jakca+  (Božidar Jakac) - zemljevid 2 (Via Božidar Jakac)
- Ulica Istrskega odreda+  (Istrski partizanski odred) - zemljevid 2 (Via Distaccamento Istriano)
- Ulica XXX. divizije+  (30. (slovenska) divizija (NOVJ)) - zemljevid 2 (Via XXX Divisione)

## V
- Vinjole+   - zemljevid 2
- Vojkova ulica+  (Janko Premrl - Vojko) - zemljevid 2 (Via Janko Premrl-Vojko)